# Dysomma polycatodon
Dysomma polycatodon är en fiskart som beskrevs av Sigmund Karrer 1982. Dysomma polycatodon ingår i släktet Dysomma och familjen Synaphobranchidae. Inga underarter finns listade i Catalogue of Life.